# Anton Gafarov
Anton Il'dusovič Gafarov (in russo Антон Ильдусович Гафаров?; Chanty-Mansijsk, 4 febbraio 1987) è un ex fondista russo.

## Biografia
In Coppa del Mondo ha esordito il 16 dicembre 2007 a Rybinsk (23°) e ha ottenuto l'unico podio il 31 gennaio 2009 nella medesima località (3°).
In carriera ha preso parte a un'edizione dei Giochi olimpici invernali, Soči 2014 (12° nella sprint), e a due dei Campionati mondiali, Liberec 2009 (42° nella sprint) e Lahti 2017 (17° nella sprint).

## Palmarès

### Universiadi
- 2 medaglie:
  - 1 oro (staffetta sprint a Štrbské Pleso/Osrblie 2015)
  - 1 argento (sprint a Štrbské Pleso/Osrblie 2015)

### Coppa del Mondo
- Miglior piazzamento in classifica generale: 41º nel 2014
- 1 podio (individuale):
  - 1 terzo posto

#### Coppa del Mondo - competizioni intermedie
- 1 podio di tappa:
  - 1 secondo posto